# Los Altos
Los Altos ("Højlandene" på spansk) var et område i Centralamerika, som blev indlemmet som den sjette stat i Mellemamerikas Forenede Stater i 1830'erne. Statens hovedstad var Quetzaltenango, og den bestod af det vestlige af nutidens Guatemala og dele af den mexicanske delstat Chiapas. 
Los Altos havde sit udspring i de politiske uoverensstemmelser og spændinger mellem Guatemala City på den ene side og Quetzaltenango og andre dele af det vestlige Centralamerika på den anden. Debatten om løsrivelse fra Guatemala stammede fra kort efter Centralamerikas uafhængighed af Spanien i 1821. En sådan selvstændig stat blev vedtaget af den føderale lovgivende forsamling i november 1824, men der var en markant modstand mod løsrivelsen i Guatemala City.
Los Altos uafhængighed fra Guatemala blev officielt bekendtgjort 2. februar 1838. Den føderale regering anerkendte Los Altos som den sjette stat i unionen og gav repræsentanter fra Los Altos sæde i den føderale kongres 5. juni samme år. Los Altos' flag var en variant over flaget for Mellemamerikas Forenede Stater med et centralt segl, der viste en vulkan i baggrunden med en quetzal (en lokal fugl, der symboliserer frihed) i forgrunden. Det var det første centralamerikanske flag med quetzalen som symbol; siden 1871 har man kunnet finde den på Guatemalas flag.
Da føderationen smuldrede i forbindelse med en borgerkrig, erklærede Los Altos sig som en uafhængig republik. Quetzaltenango og store dele af Los Altos blev imidlertid taget tilbage af Guatemala af en hær anført af Rafael Carrera i 1840. 2. april 1840 blev størstedelen af de tilfangetagne Los Altos regeringsmedlemmer skudt på Carreras ordre. I denne ustabile periode benyttede Mexico sig af lejligheden og annekterede de dele af Centralamerika, der nu udgør Chiapas.
I forbindelse med mislykkede opstande mod Carreras diktatur i 1844, 1848 og 1849 blev Los Altos' uafhængighed erklæret igen, men det holdt kun kortvarigt.
Regionen har stadig sin egen identitet, og "Los Altos" er et kælenavn for regionen i Guatemala omkring Quetzaltenango. På samme måde er den mexicanske del af den tidligere stat kendt som "Los Altos de Chiapas".